# Associació d'Estudis Reusencs
L'Associació d'Estudis Reusencs és una entitat cultural de la ciutat de Reus, dedicada a la publicació de llibres i articles que facin referència a la història o la societat reusenca, o bé d'escriptors locals, en una col·lecció coneguda com a "Edicions de la Rosa de Reus".

## Història
Va ser fundada el 1952 per Gaietà Vilella Puig, un financer reusenc relacionat amb la darrera banca local (la Banca Vilella), que procedia de la Lliga, i en van ser impulsors Ferran Casajuana, el doctor Aluja Pons, cirurgià, i Ramon Salvat Rius, i des de l'inici en dugueren la direcció intel·lectual Josep Iglésies i Salvador Vilaseca i Anguera (conseller-assessor, i després president de l'Associació el 1967). Els primers volums de la col·lecció els editava a Barcelona Salvador Torrell, Torrell de Reus. Albert Manent explica que la idea es va gestar en un sopar d'homenatge a un mestre Reusenc, Francesc Cros, i que Salvador Torrell, amb molt d'entusiasme, va parlar amb Gaietà Vilella fins a convèncer-lo de la necessitat de l'editorial. Vilella se sentí afalagat pel fet de què el consideressin un mecenes, i va acceptar. També diu que Joaquim Santasusagna, potser l'intel·lectual més compromès amb la llengua i la cultura en la postguerra reusenca, es va mostrar reticent amb la iniciativa, ja que la propaganda es feia exclusivament en castellà i a més, els títols previstos no eren tots en català. Dels deu primers títols, tres són en castellà. Entre els seus presidents hi figurà l'onomatòleg Ramon Amigó Anglès i l'historiador Pere Anguera. L'Associació té la seu ubicada al Centre de Lectura de Reus.

## Obres publicades
Les obres publicades són molt nombroses, entre elles les memòries del poeta Xavier Amorós (Temps estranys. Clarobscurs en la llarga postguerra reusenca. Llibre primer, 1941-1950), les obres del filòleg Jordi Ginebra i Serrabou ("Antoni de Bofarull i la Renaixença", 1988 i "El grup modernista de Reus i la llengua catalana", 1994), les del jurista Antoni Pedrol Rius (Estudio sobre el proceso del asesinato del general Prim), del filòleg Josep Lluís Savall Rom (El vocabulari dels pescadors de Cambrils) i les dels historiadors locals Salvador Vilaseca i Anguera, Albert Arnavat, Pere Anguera i Ramon Amigó Anglès ha rescatat textos inèdits del segle xviii (Saldoni Vilà), o del XIX (el dietari d'Antoni Pons i la voluminosa història de la primera guerra carlista d'Antoni de Bofarull), i reeditat en facsímil revistes reusenques de difícil accés (Eco de Reus, El Centinela de la Patria en Reus, ambdós de la guerra del Francès o La Veu del Camp, portaveu de l'Associació Catalanista entre 1885 i 1890), en quatre volums). El catàleg conté biografies (B. Galofre, M. Fortuny, J. Rebull, J. Llunas i Pujals…), la transcripció del Llibre de la Cadena, que recull les primeres ordinacions de la ciutat, i el fogatge de 1496. Inclou també toponímies (Reus, Castellvell, Prades, Les Borges del Camp…) i llibres d'etnografia i cultura popular (catàlegs de goigs i romanços, jocs infantils, costumari ...). Una obra a destacar és Reus su entorno en la prehistoria, del doctor Vilaseca, considerat el seu testament en vida i on resumeix la seva tasca feta al llarg de moltes dècades, dedicades a l'excavació i a l'estudi de la prehistòria al Baix Camp. Joaquim Santasusagna hi va veure reeditat l'estudi sobre l'aportació dels reusencs a la literatura catalana, Reus i els reusencs en el renaixement de Catalunya fins al 1900, publicat de forma clandestina el 1949.